# Contaminare extraterestră
Contaminarea extraterestră (engleză back-contamination) este o introducere de organisme ipotetice microbiene extraterestre în biosfera Pământului, de exemplu cu ocazia reîntoarcerii misiunilor spațiale. Se presupune că un astfel de contact ar fi perturbator sau cel puțin ar putea avea consecințe puțin controlabile de către ființele umane. Amenințarea contaminării extraterestre cu organisme microbiene originare de pe Lună (ipotetice) a fost principalul motiv pentru adoptarea procedurilor de carantină în cadrul programului Apollo, până la finalizarea lui Apollo 14. Astronauții și mostrele lunare aduse pe Pământ au trebuit să stea în carantină la întoarcerea pe Terra în clădirea numită Lunar Receiving Laboratory (LRL).
Această contaminare la înapoierea pe Pământ poate fi ușor înțeleasă greșit. Probabilitatea ca o ființă umană sau orice alt animal să dobândească literalmente un virus extraterestru este efectiv zero, pentru că virusurile au gazde specifice. Totuși, microbii extratereștri, dacă ar exista, ar putea acționa patogenic asupra noastră: sporii ar putea utiliza un organism ca gazdă, în timp ce ingestia de bacterii în orice formă ar putea produce substanțe chimice toxice. Când ființele umane ingeră alimente contaminate, de exemplu, aceste alimente nu aduc în organism vreun virus capabil de a produce gripa, dar cu toate astea experiența ar putea fi letală - din cauza compușilor toxici rezultanți.
În plus, există posibilitatea ca un microb extraterestru ipotetic să metabolizeze agresiv unele resurse ale Pământului sau să modifice condițiile atmosferice sau ale circuitului apei.